# Steinbach (Burgthann)
Steinbach ([ˈʃtaɪ̯nˌbax] ) ist ein Gemeindeteil der Gemeinde Burgthann im Landkreis Nürnberger Land (Mittelfranken, Bayern). Steinbach liegt in der Gemarkung Ezelsdorf.

## Lage
Das Dorf bildet mit Ezelsdorf im Osten – jenseits der Bahnstrecke Regensburg–Nürnberg – eine geschlossene Siedlung. Eine Gemeindeverbindungsstraße führt nach Ezelsdorf (0,6 km östlich) bzw. zur Bundesstraße 8 (0,6 km südwestlich).

## Geschichte
Mit dem Gemeindeedikt (frühes 19. Jahrhundert) wurde Steinbach dem Steuerdistrikt Ezelsdorf und der Ruralgemeinde Ezelsdorf zugewiesen. Im Zuge der Gebietsreform in Bayern wurde Steinbach am 1. Januar 1972 nach Burgthann eingegliedert.

## Ehemaliges Baudenkmal
- Haus Nr. 4 (=Steinbacher Straße 36): Breit gelagertes, erdgeschossiges Wohnstallhaus der zweiten Hälfte des 18. Jahrhunderts. Sandsteinquader, rückseitig Fachwerkgiebel, Aufzugdächlein. Stichbogentüre, aufgedoppelter Türflügel.[7] – Das Denkmal wurde 2022 bis auf die Grundmauern abgerissen.

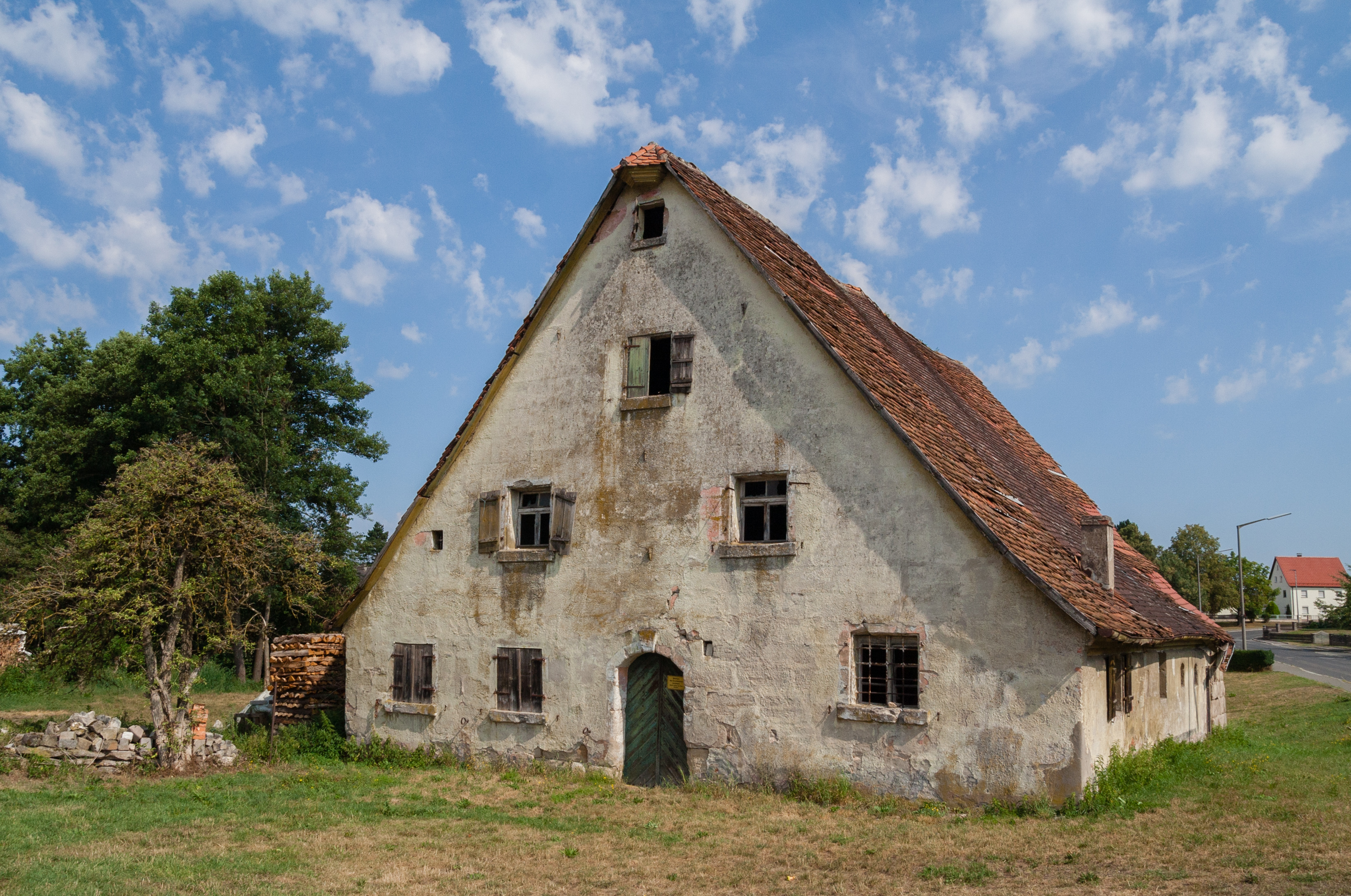
Bauernhaus im Jahr 2018
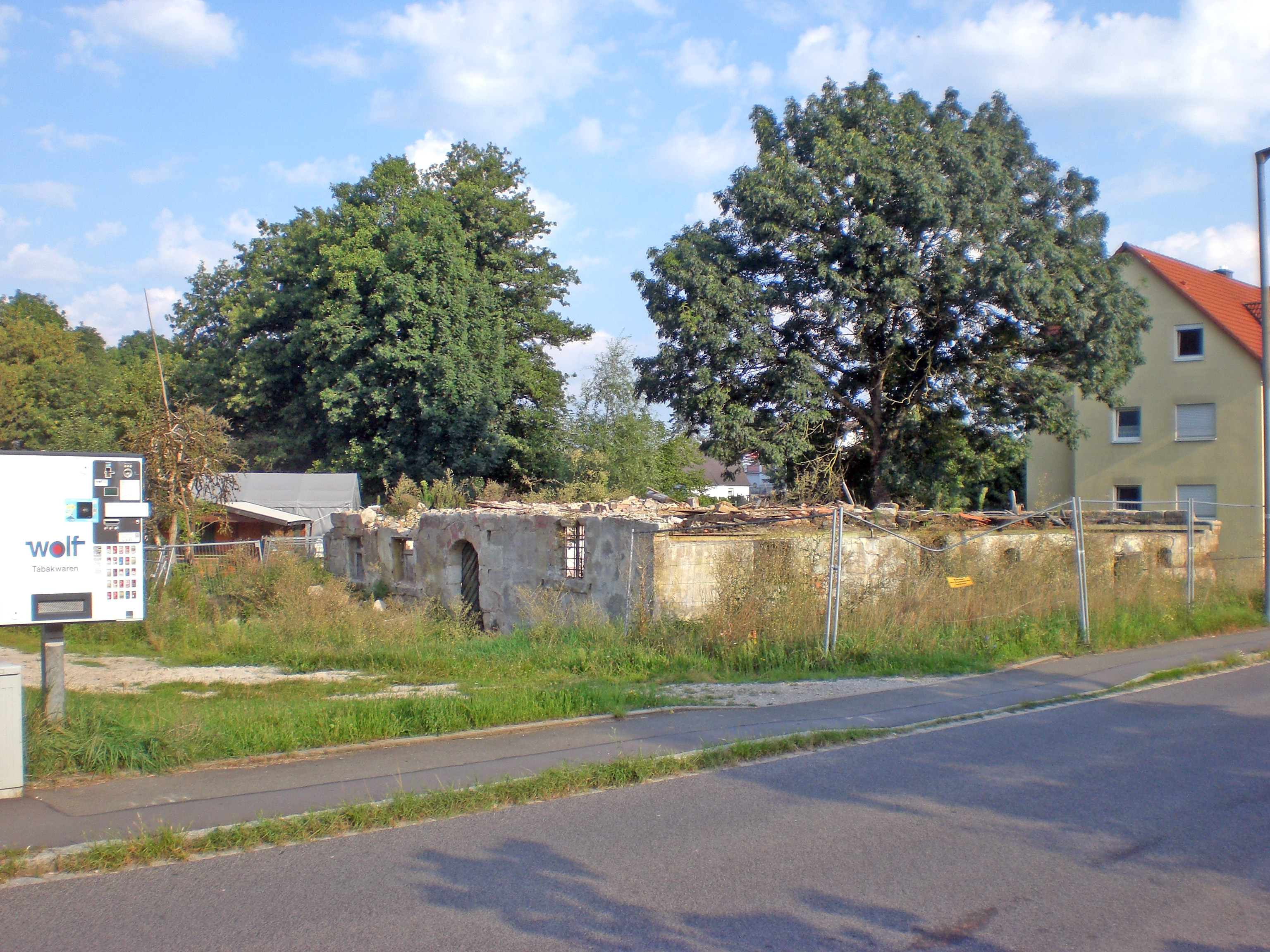
Bauernhaus im Jahr 2023